# Прохоровський район
Прохоровський район (рос. Прохоровский район) — адміністративна одиниця Росії, Бєлгородська область. До складу району входять одне місто і 17 сільських поселень.
Адміністративний центр — селище Прохоровка.
На території району неподалік села Подольхи знаходиться витік річки Сіверський Донець, у яку біля села Сабиніно впадає річка Саженський Донець, а біля села Ржавець — річка Біла Плита.
На північному сході від Журавки-Першої річка Журавка впадає у Донецьку Сеймицю.

## Історія
30 липня 1928 року у складі Бєлгородського округу Центрально-Чорноземної області було утворено Прохоровський район з центром у пристанційному селищі Прохоровка. 13 червня 1934 роки після поділу Центрально-Чорноземної області Прохоровський район увійшов до складу Курської області. В 1937/8 році центр району перенесли у селище Александровський.
6 січня 1954 року Прохоровский район увійшов до складу новоствореної Бєлгородської області.
1 лютого 1963 було утворено Прохоровський сільський район.

## Адміністративний поділ
- Міське поселення селище Прохоровка
- Беленіхінське сільське поселення
- Береговське сільське поселення
- В'язовське сільське поселення
- Журавське сільське поселення
- Коломицевське сільське поселення
- Кривошеєвське сільське поселення
- Лучковське сільське поселення
- Маломаяченське сільське поселення
- Петровське сільське поселення
- Плотавське сільське поселення
- Подолешенське сільське поселення
- Прелестненське сільське поселення
- Призначенське сільське поселення
- Радьковське сільське поселення
- Ржавецьке сільське поселення
- Холоднянське сільське поселення
- Шаховське сільське поселення